# Neustift im Mühlkreis
Neustift im Mühlkreis è un comune austriaco di 1 462 abitanti nel distretto di Rohrbach, in Alta Austria.